# Simon (Brassó megye)
Simon (románul: Șimon falu Romániában, Erdélyben, Brassó megyében.

## Fekvése
A Bucsecs-hegység peremén, Törcsvártól délre fekszik, azzal egybeépült.

## Története
Törcsvár vidéki román település volt, a 19. század végén 1709 juhval. Először 1540-ben említették. A vidék többi falvával együtt hosszú ideig egy közigazgatási egységet alkotott Törcsvárral, 1872-ben vált ki onnan és lett előbb Felsőtörcsvár része, majd 1882-től önálló község. Szintén a vidékkel együtt előbb Brassó örökös birtoka volt, majd 1863-ban Fogaras vidékéhez, 1876-ban Fogaras vármegyéhez, végül 1925-ben Brassó megyéhez csatolták. 1713-ban 33 családfőt írtak össze Simonban és 14-et a Coacăza nevű hegyi házcsoportban, 
majd 1761-ben már 82 jobbágy- és 36 zsellércsaládot. 1771-ben a Simon-völgyben 83 gazdaság terült el, a Simon-patak hídjánál harminc, a Coacăzán 87, és további tizenkilenc kalyiba elszórtan. Az 1840-es években a Guțanul la Strungă nevű helyen, a határon létrehoztak egy csak nyáron üzemelő vámhivatalt. Ennek ellenére szekerek csak a faluközpontig tudtak közlekedni, onnan gyalog lehetett átkelni Havasalföldre.

## Népessége
- 1900-ban 1122 lakosából 1083 volt román és 1082 ortodox.
- 2002-ben 1238 lakosából 1237 volt román és 1234 ortodox.

## Látnivalók
- Szent Piroska (Paraszkéva) ortodox temploma 1790–92-ből való. Tornáca eredetileg nyitott volt.
- Szent Miklós ortodox templom (1846–49).
- A Balaban-dombon 2006 és 2012 között ortodox kolostor épült.[7]